# Iglesia de San Pedro (La Felguera)
La iglesia de San Pedro de La Felguera es un templo neorrománico reinaugurado en 1954 junto al Parque Dolores Duro de La Felguera, en el concejo asturiano de Langreo. Está construida junto a un antiguo cruce de caminos.

## Historia

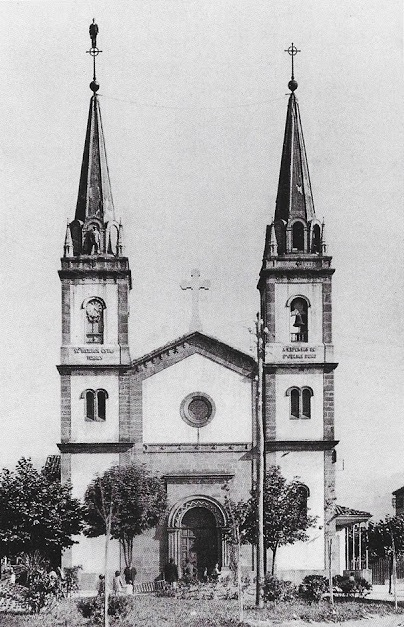
Antigua iglesia de La Felguera

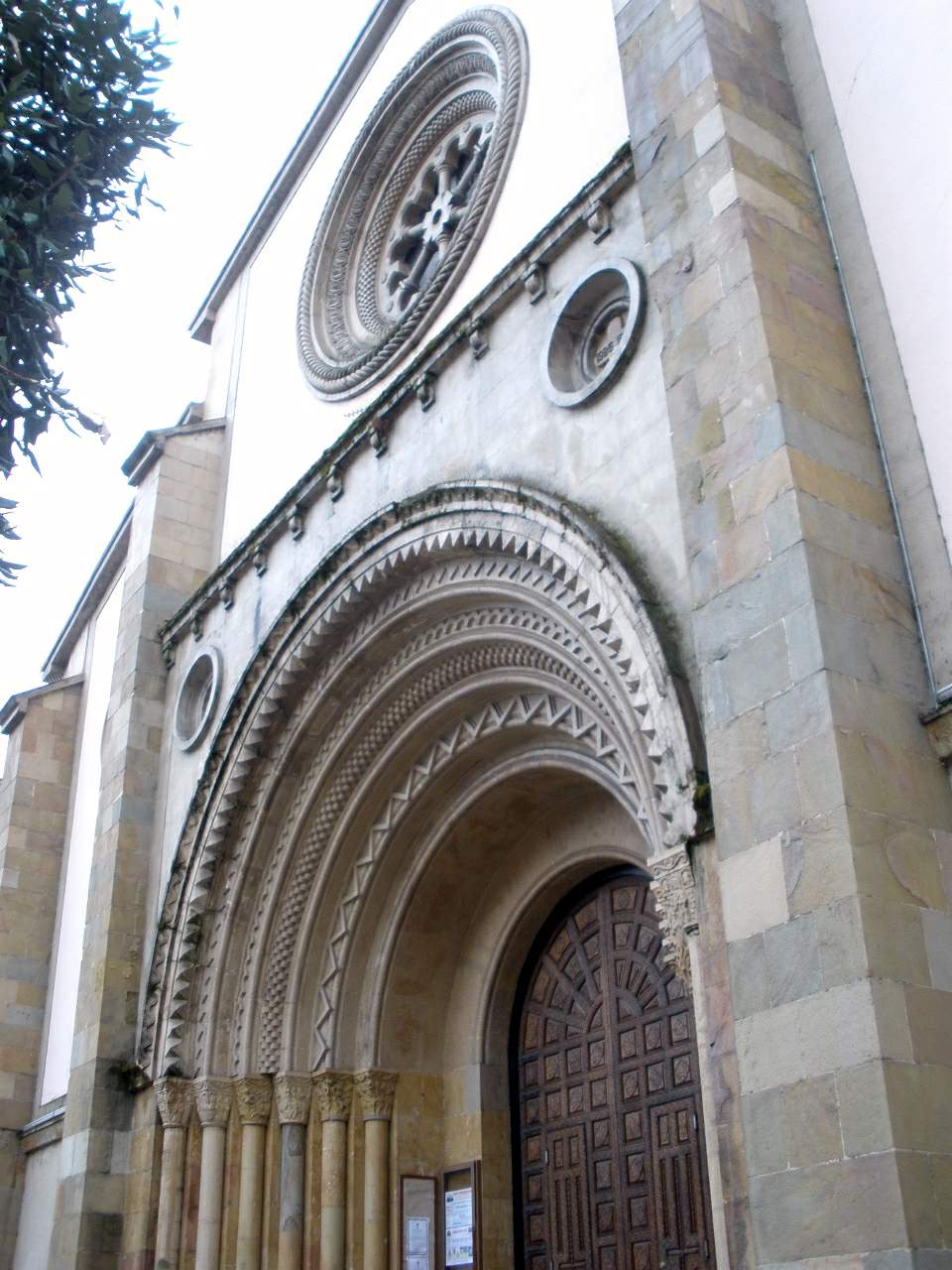
Fachada principal

En 1604 se construye en la zona donde se encuentra hoy esta iglesia una pequeña ermita en honor a Santa Eulalia de Mérida, patrona de la parroquia de La Felguera, que entonces se conocía como Turiellos. Junto a ésta se encontraba el cementerio. Con la llegada de la industria siderúrgica en la década de 1850, la ermita se quedó pequeña ya que la población experimentó un gran crecimiento demográfico. Pese a todo en la parroquia existía un gran número de capillas, gracias a las cuales el Papa Pío IX otorgó a la parroquia una indulgencia.
El crecimiento de la población motivó que en la década de 1880 se destruyese la ermita y se levantara en su lugar una iglesia de amplias dimensiones. La nueva, de estilo neorrománico, contaba con dos altas torres. Años más tarde las cúpulas de los campanarios se sustituyeron por chapiteles. Durante la Revolución de octubre de 1934 la iglesia es incendiada y tras ser reconstruida es volada durante la Guerra Civil junto a un mausoleo de mármol que se encontraba adosado a ésta (de donde se retiraron previamente los restos de Pedro Duro y su familia). El Cine Covadonga, situado a escasos metros, sirvió entonces como templo parroquial.
Tras terminar la contienda comenzó la reconstrucción del templo en 1941, para lo cual se presentó un primer proyecto basado en Santa María del Naranco que fue desechado, optando por un diseño historicista de Francisco de Zuvillaga y Zubillaga con la aportación económica de la empresa industrial local Duro Felguera, artífice habitual en la dotación de servicios en la villa de La Felguera.
La inauguración oficial tuvo lugar en 1954 aunque ya se realizaban misas desde 1948, aún sin rematar. El nuevo templo resultó ser un edificio de grandes dimensiones y de estilo neorrománico sin las torres que caracterizaron a la anterior salvo un campanario lateral. En sus cimientos se enterraron los restos fundidos de las campanas del templo destruido y la cruz de su fachada. Además parte de la piedra anterior fue reutilizada. 
Debido a que en La Felguera se celebraban desde 1908 fiestas en honor a San Pedro, se consideró apropiado dedicar también el templo a este apóstol, haciéndose oficial el cambio de advocación en 1971. En febrero de 2020 su altar mayor sufrió una profanación por parte de cuatro jóvenes. En el otoño de ese año, un grupo de hosteleros comenzó un encierro indefinido en el templo reivindicando ayudas por el cierre de locales durante la pandemia de COVID-19.
El poeta y novelista gallego Álvaro Cunqueiro aseguró cuando visitó la iglesia: "¡Esto no es una iglesia parroquial, esto tiene porte de catedral!"

## Arquitectura y arte

### Exterior
En la portada exterior se aprecia una puerta abocinada de madera cuidadosamente tallada coronada por una gran arcada compuesta por numerosas arquivoltas que reposan sobre otras tantas columnas. La portada se completa con dos contrafuertes a cada lado y rosetón en el centro. El lateral derecho tiene un espacio porticado decorado con ladrillo de color rojo (igual que la cabecera y el otro lateral) clara influencia de la arquitectura industrial de la zona e imagen de la empresa siderúrgica. En la fachada izquierda existe otra gran portada rematada con un tímpano en el que se representa el Pantocrátor y de nuevo numerosas arquivoltas, resetón y un escudo. En este lado se adosa la torre campanario inspirada en la torre vieja de la Catedral de Oviedo. La cabecera se inspira en San Julián de los Prados. En el exterior, el primer tramo de naves se cubre con tejado a dos aguas mientras que la nave central es con tejado a cuatro aguas. Los vanos son decorados con vidrieras.

### Interior

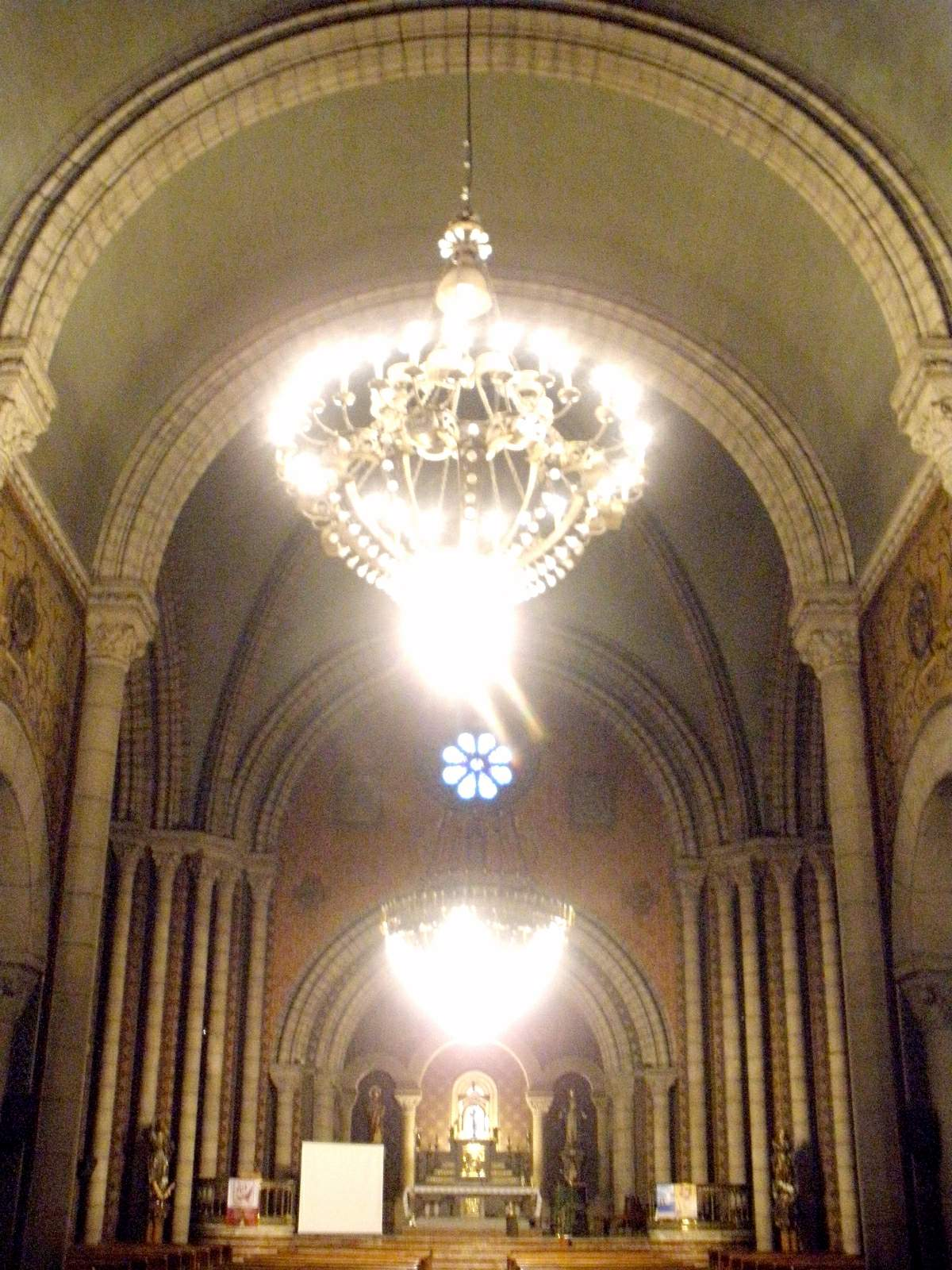
Interior

La planta es de tipo basilical y el interior deja ver sus generosas proporciones. En el nártex se instaló recientemente la Puerta de la Ascensión, diseñada por el escultor José Luis Iglesias Luelmo, proyectada en el diseño original del templo. En el interior el primer tramo se compone de tres naves (la del medio abovedada con arcos fajones) separadas entre sí por arcos formeros. A ambos lados se encuentran la Virgen de Covadonga y Fátima en dos altares restaurados en 2019. Estas naves dan paso a la nave central, de gran tamaño y altura, y se observan sendos rosetones a la derecha, izquierda y al frente, en su arco toral. En el lado derecho se encuentra la capilla de Santa Eulalia. La nave central se ilumina con una gran lámpara semiesférica de más de 600 bombillas que parte de la confluencia de los nervios que sostienen la dicho espacio. A ambos lados del altar se levantan columnas de orden gigante. El altar se encuentra en una nave bien diferenciada tras un arco triunfal de gran tamaño. Existen dos ambones, uno a cada lado, propio de las iglesias construidas antes del Concilio Vaticano II. En el altar se encuentra una estructura piramidal que finaliza en un sagrario en forma de templo. En una de las hornacinas se encuentra San Pedro, imagen que sale en procesión cada 29 de junio.

#### Decoración
La decoración del templo es de gran importancia, donde se combinan la interpretación de los estilos prerrománico asturiano y bizantino en unas magníficas pinturas diseñadas por Magín Berenguer y llevadas a cabo por tres pintores langreanos. Las tallas escultóricas son de gran calidad, entre ellas La Dolorosa, Santa Lucía, Juan Bautista de La Salle, San Antonio, Santa Rita de Casia, Santa Verónica, Sagrado Corazón y Cristo Crucificado. Existe un paso procesional que representa la entrada de Jesús en Jerusalén sobre el burro ayudado de un niño, aunque hace décadas que no se usa. La procesión se realizaba desde la capilla de San José. La iglesia custodia así mismo varias reliquias santas y un gran órgano en la zona del coro. Cuenta con dos pequeños altares improvisados dedicados a Santa Gema y a la virgen polaca de Czestochowa. También alberga numerosos cuadros en diferentes estancias, entre ellos "Nuestra Señora del Rosario", un original del pintor Juan de Roelas (siglo XVII).

### Capilla de Santa Eulalia de Mérida

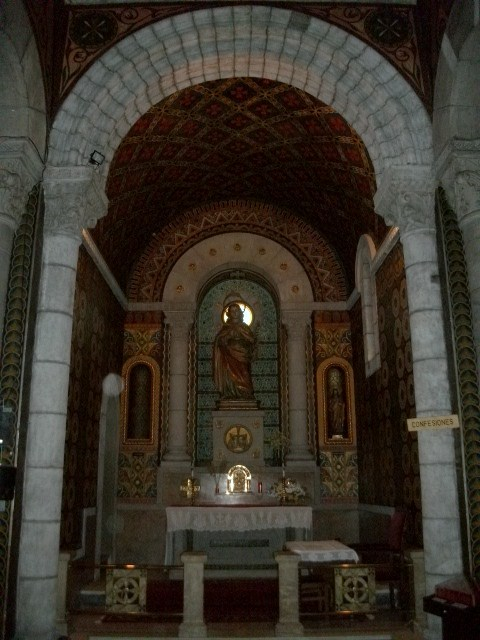
Cámara de Santa Eulalia

En el lado derecho de la nave central se encuentra, en una especie de cámara, la capilla de Santa Eulalia de Mérida, que fue durante varios siglos la patrona de la parroquia hasta su destitución por San Pedro. Sus pinturas son obra de Magín Berenguer, inspiradas en San Julián de los Prados y restauradas en 2008. Es una cámara abovedada, en cuyo fondo se diferencian tres hornacinas, la central de mayor tamaño cerrada por dos columnas y arco de medio punto, donde se encuentra Santa Eulalia. Debajo de ésta está el Sagrario. Toda la capilla está enmarcada con columnas con elaborados capiteles y arcos románicos.
Según la tradición, la advocación de Eulalia vendría de la encomendación a ésta por parte de los ástures para derrotar a Munuza en su huida de Asturias en el siglo VIII, en una batalla en este lugar del Nalón.

#### Cripta
Bajo la capilla de Santa Eulalia se encuentra la Cripta del templo, restaurada en el año 2008, y que alberga la tumba con los restos de Pedro Duro y su familia, junto a las de otras familias felguerinas y la de los sacerdotes parroquiales.